# Nanduk czerwonowłosy
Nanduk czerwonowłosy (Nhandu carapoensis) – gatunek pająka z infrarzędu ptaszników i rodziny ptasznikowatych.

## Taksonomia i ewolucja
|  | N. carapoensis                                                      |
|  |                                                                     |
|  | \| \| N. coloratovillosus \| \| \| \| \| \| N. tripepii \| \| \| \| |
|  |                                                                     |
|  | N. coloratovillosus                                                 |
|  |                                                                     |
|  | N. tripepii                                                         |
|  |                                                                     |

|  | N. coloratovillosus |
|  |                     |
|  | N. tripepii         |
|  |                     |

|  | N. carapoensis                                                      |
|  |                                                                     |
|  | \| \| N. coloratovillosus \| \| \| \| \| \| N. tripepii \| \| \| \| |
|  |                                                                     |
|  | N. coloratovillosus                                                 |
|  |                                                                     |
|  | N. tripepii                                                         |
|  |                                                                     |

|  | N. coloratovillosus |
|  |                     |
|  | N. tripepii         |
|  |                     |

Gatunek ten opisany został po raz pierwszy w 1983 roku przez Sylvię Marlene Lucas na łamach „Memórias do Instituto Butantan”, jako jedyny przedstawiciel rodzaju Nhandu i stąd jego gatunek typowy. Jako lokalizację typową wskazano gminę Caarapó w brazylijskim stanie Mato Grosso do Sul. Epitet gatunkowy pochodzi od tejże lokalizacji.
W 1997 roku Günter Schmidt opisał na podstawie dwóch wylinek samicy o trzech spermatekach Nhandu tripartitus. Ponieważ ptasznikowate o normalnie występujących trzech spermatekach nie istnieją, Rogério Bertani w 2001 roku uznał, że osobnik opisany przez Schmidta posiadał anomalię morfologiczną, a jako że Schmidt nie podał lokalizacji typowej i miejsca depozycji materiału typowego, sklasyfikował N. tripartitus jako nomen dubium. Ray Gabriel w 2011 roku uznał na podstawie fotografii okaz opisany przez Schmidta za samicę N. carapoensis o powielonej jednej ze spermatek, w związku z czym przeniósł N. tripartitus do synonimów N. carapoensis.
Według wyników analizy filogenetycznej Bertaniego z 2001 roku omawiany gatunek zajmuje pozycję siostrzaną względem kladu tworzonego przez nanduka barwnowłosego (N. coloratovillosus) i nanduka różowowłosego (N. tripepii). Z kolei klad tworzony przez te trzy gatunki zajmuje pozycję siostrzaną dla nanduka sawannowego (N. cerradensis).

## Morfologia
Pająk osiągający do około 60 mm długości ciała i 180 mm rozpiętości odnóży.
Karapaks jest dłuższy niż szerszy, o lekko wyniesionej i sklepionej części głowowej, wyraźnie zaznaczonych rowkach głowowych i tułowiowych oraz krótkiej, głębokiej, lekko ku przodowi wygiętej jamce. Ubarwienie ma czarne. Na owłosienie karapaksu składają się włoski krótkie i cienkie, przy krawędziach sterczące, a u samicy ponadto wmieszane w nie włoski bardzo długie i kręcone. W widoku górnym oczy przednio-środkowe leżą bardziej z tyłu niż przednio-boczne, a tylno-środkowe bardziej z przodu niż tylno-boczne. Nieznacznie tylko szerszą niż dłuższą wargę dolną zbroi ponad setka kuspuli. Prawie prostokątne szczęki mają płat przedni wyciągnięty w wyrostek stożkowaty, a kąty wewnętrzne opatrzone ponad setką kuspuli. Dłuższe niż szersze sternum oraz biodra mają krótkie, cienkie, rudobrązowe owłosienie.
Odnóża są czarne w części bliższej i czerwonobrązowe w części dalszej, obficie porośnięte długimi, czerwonawymi włoskami. Wzór z jaśniejszych pasów podłużnych i obrączek jest słabo zaznaczony. U samca pierwsza para odnóży pozbawiona jest modyfikacji – na goleni brak apofizy (ostrogi), a nadstopie jest wyprostowane.
Opistosoma (odwłok) jest czarna, obficie porośnięta długimi, czerwonawymi włoskami. U samca występują włoski drażniące typu I i III, u samicy III typu zachowane są jedynie w formie szczątkowej, natomiast typu I są dobrze wykształcone.
Nogogłaszczki samca mają gruszkowaty bulbus z krótkim, nieco bocznie w odsiebnym odcinku spłaszczonym embolusem, zaopatrzonym w kile przednio-boczne, z których prolateralny górny tworzy odsiebnie krawędź embolusa, retrolateralny jest wydatny i zaostrzony, apikalny rozwinięty w części pośrodkowej, a subapikalny dobrze wykształcony, trójkątny i obrzeżony drobnymi ząbkami.
Genitalia samicy zawierają krótkie spermateki o słabo wyodrębnionych częściach nasadowych, które są tak długie i tak szerokie jak ich część wierzchołkowa.

## Ekologia i występowanie
Gatunek neotropikalny, południowoamerykański, znany z Paragwaju oraz brazylijskich stanów Mato Grosso do Sul i São Paulo; jedyny przedstawiciel rodzaju występujący poza Brazylią. Zasiedla otwarte, trawiaste formacje roślinne: pantanal matogrossense, campos i cerrado.

## Hodowla
W przypadku tego gatunku zaleca się terrarium o minimalnych wymiarach 30×30×20 cm, temperaturę dzienną 22–24°C i wilgotność 70–80%. Kokon jajowy zawiera 300–400 jaj, a jego inkubacja do wylęgu nimf w temperaturze 28°C trwa około półtora miesiąca.